# Heteropoma glabratum
Heteropoma glabratum s a loài minute, salt marsh ốc là động vật thân mềm chân bụng, trong họ Assimineidae. Đây là loài đặc hữu của Guam.